# Amanoa neglecta
Amanoa neglecta är en emblikaväxtart som beskrevs av W.J.Hayden. Amanoa neglecta ingår i släktet Amanoa och familjen emblikaväxter. Inga underarter finns listade i Catalogue of Life.